# Fenomen
Un fenomen (din limba greacă: phainómenon = ceea ce apare, ce se poate observa) este ceea ce este observat de un subiect conștient, în natură.

## „Fenomen” în filosofie
În funcție de punctul de vedere filosofic, un fenomen este: o apariție perceptibilă sensorial, aparența unui lucru sau prezența în conștiință a unui lucru în urma experienței și puterii de reprezentare.
Pentru Platon, fenomenele aparente sunt doar oglindirea ideilor, cărora le atribuie existență reală. Ideea este un fapt etern, totdeauna același și netransformabil, în timp ce fenomenele sunt variabile, risipite în timp și spațiu, mereu altele și în continuă transformare. La idee se poate ajunge pe calea rațiunii, fenomenele sunt legate de lumea nesigură a simțurilor.
În concepția realist naivă nu există nicio deosebire între fenomenul perceptibil și realitate, ambele sunt nemijlocit identice.
Realismul critic, dimpotrivă, definește fenomenele ca stări de conștiință, rezultate în urma percepției și asimilate în ea însăși. Ele nu reflectă nemijlocit realitatea, sunt însă o dovadă a ei. Din modul în care apar fenomenele, se pot trage concluzii asupra realului.
În filosofia lui Immanuel Kant, fenomenul este obiectul experienței, care este perceput, reflectând o lume independentă de experiența noastră sau „lucrul-în-sine” (das Ding-an-sich sau numen). Omul nu poate ajunge la cunoașterea „lucrului-în-sine”, ci numai prin experiență la perceperea fenomenelor. Kant se opune astfel empirismului lui Berkeley și Hume.
Conceptul de fenomen a dus la crearea fenomenologiei, curent filosofic dominant în secolul al XX-lea, reprezentat prin Edmund Husserl, Martin Heidegger și Jacques Derrida. Fenomenologia, cu deosebiri de nuanță între diverșii săi reprezentanți, lărgește înțelesul conceptului de fenomen, care este astfel considerat drept totalitatea conținutului aflat în conștiință, ce poate fi înțeles doar ca efect al subiectivității transcendentale pure.
În filosofia pozitivistă, fenomenele percepute pe calea experienței sensoriale reprezintă singurele mijloace ce duc la cunoaștere.

## „Fenomen” în știință
În special în știință și tehnologie, fenomen este orice eveniment observabil, direct sau cu ajutorul instrumentelor și aparatelor. Se poate alcătui o listă nesfârșită de „fenomene”. Iată câteva exemple:
- Fenomen biologic
- Fenomen chimic
- Fenomen electric
- Fenomen fizic
- Fenomen optic
- Fenomen parapsihologic
- Fenomen termic etc.